# Sylva Macharová
Sylva Macharová (23. června 1893, Vídeň – 19. ledna 1968, Praha), dcera Josefa Svatopluka Machara, byla česká zdravotní sestra, jedna z prvních školených sester v Praze. V letech 1923 až 1931 vedla první ošetřovatelskou školu v zemi. Byla jednou z prvních nositelek medaile Florence Nightingalové. Práci na čas přerušila, aby se věnovala rodině. Po druhé světové válce se vrátila do ošetřovatelství a do roku 1949 pracovala ve Vojenské nemocnici. Poté byla jmenována vedoucí rehabilitačního oddělení na klinice profesora Jiráska.

## Život a kariéra
Sylva Macharová se narodila 23. června 1893 ve Vídni, která byla v té době hlavním městem Rakousko-Uherska. Její otec Josef Svatopluk Machar pracoval v době jejího narození jako bankovní úředník. Sylva navštěvovala lyceum v Hradci Králové a roku 1913 se zapsala na studia do Fakultní nemocnice Rudolfinerhaus ve Vídni. Mluvila česky, německy a anglicky. Absolvovala v roce 1915 a odešla do Prahy, kde působila jako jedna z prvních vystudovaných zdravotních sester. Pracovala v sanatoriu v Podolí. Brzy nato se stala ošetřovatelkou na klinice profesora Kukuly. Kolem roku 1918 odešla Macharová do Zlína na žádost Tomáše Bati, zakladatele firmy Baťa, tehdejšího starosty Zlína. Baťa po ní chtěl, ať vyzkoumá, proč se u něj objevily hnisající rány. (Sylvě se podařilo příčinu odhalit.) V roce 1920 jí udělil Mezinárodní výbor Červeného kříže medaili Florence Nightingale. Macharová byla druhou českou nositelkou. V roce 1923 se stala první ředitelkou Československé školy ošetřovatelství. Současně se stala ředitelkou německé ošetřovatelské školy ve městě. Macharová rozvinula stáže a workshopy za účelem zlepšení dovedností a snažila se integrovat jazyky do obou škol.
Roku 1931 se vdala za veterináře Alfonse Nováčka. Manželé se roku 1938 přestěhovali do Moravských Budějovic, kde Macharová postupně přivedla na svět dva syny. Rodina se nakonec musela vrátit do Prahy, protože Sylvin otec těžce onemocněl a potřeboval neustálou péči. V roce 1946 se vrátila k ošetřovatelství, pracovala v Ústřední vojenské nemocnici. V neurochirurgické jednotce pracovala tři roky, potom byla nucena z politických důvodů rezignovat. Ještě téhož roku ale byla najata jako vedoucí rehabilitačního oddělení na klinice profesora Jiráska, kde zůstala až do svého odchodu do důchodu v roce 1957. Zemřela po dlouhém boji s rakovinou 19. ledna 1968.